# Raymond Sommer
Pierre Raymond Sommer (Mouzon, 31 de agosto de 1906-Tarn y Garona, 10 de septiembre de 1950) fue un piloto francés de automovilismo. Ganó dos 24 Horas de Le Mans y compitió en 5 Grandes Premios del campeonato de Fórmula 1.

## Carrera

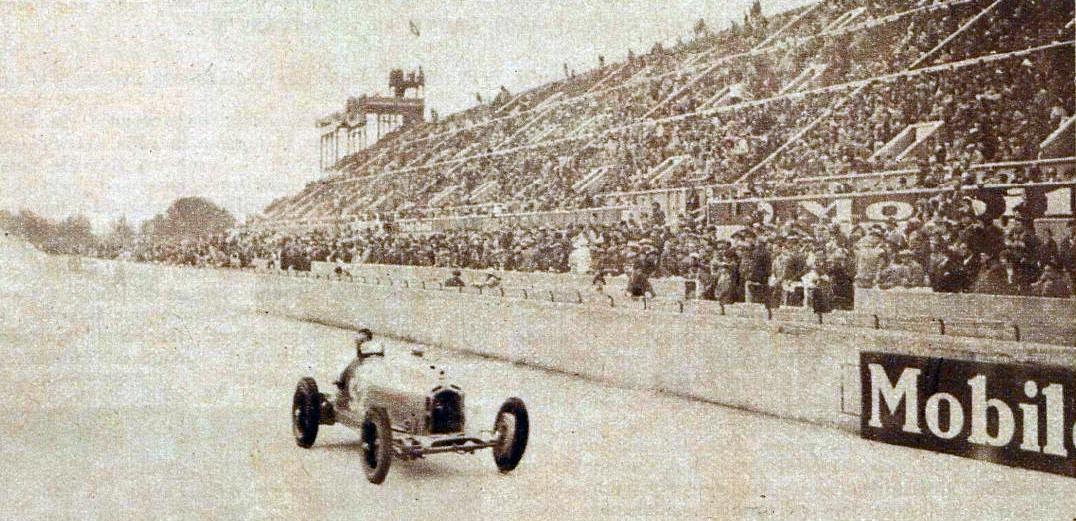
Raymond Sommer en el Gran Premio de Francia de 1933.

### Primeros años
Raymond era hijo de unos industriales, el negocio familiar iba tan bien que le permitió a Sommer entrar al automovilismo. En 1932 y 1933 triunfó en Le Mans con Alfa Romeo 8C, primero con Luigi Chinetti y luego con Tazio Nuvolari.

### Fórmula 1
Los mayores logros de Raymond se dieron antes de que se hiciese oficial el Campeonato Mundial de Fórmula 1, en 1950. En sus cinco carreras en el campeonato, el francés terminó una y sumó tres puntos (cuarto en Mónaco).

### Muerte
Sommer falleció en Tarn y Garona, en la región de Occitania, el 10 de septiembre de 1950. Una semana después del GP de Italia, la última carrera de la temporada de la Fórmula 1, sufrió un accidente que le costó la vida, mientras disputaba el Gran Premio de Cadours (Fórmula 3) en el circuito homónimo Tenía 44 años.

## Carreras ganadas de gran importancia
- Gran Premio de Francia: 1936
- Gran Premio de Marseilles: 1932, 1937, 1946.
- Gran Premio del Valentino: 1947
- Gran Premio de Madrid: 1949
- 24 Horas de Spa: 1936
- Gran Premio de Turín: 1947
- 24 Horas de Le Mans: 1932, 1933

## Resultados

### 24 Horas de Le Mans
| Año     | Equipo                | Copilotos                  | Automóvil                   | Clase | Vueltas | Pos. | Pos. Clase |
| ------- | --------------------- | -------------------------- | --------------------------- | ----- | ------- | ---- | ---------- |
| 1931    |                       | Jean Delemer               | Chrysler 80                 | 5.0   | 14      | DNF  | DNF        |
| 1932    | Raymond Sommer        | Luigi Chinetti             | Alfa Romeo 8C 2300 LM       | 3.0   | 218     | 1.º  | 1.º        |
| 1933    | Soc. Anon. Alfa Romeo | Tazio Nuvolari             | Alfa Romeo 8C 2300 MM       | 3.0   | 233     | 1.º  | 1.º        |
| 1934    | Raymond Sommer        | Dr. Pierre Félix           | Alfa Romeo 8C 2300          | 3.0   | 14      | DNF  | DNF        |
| 1935    | Raymond Sommer        | Raymond de Saugé Desttrez  | Alfa Romeo 8C 2300          | 3.0   | 69      | DNF  | DNF        |
| 1937    | Raymond Sommer        | Giovanni Battista Guidotti | Alfa Romeo 8C 2900A Spider  | 5.0   | 11      | DNF  | DNF        |
| 1938    | Raymond Sommer        | Clemente Biondetti         | Alfa Romeo 8C 2900B Touring | 5.0   | 219     | DNF  | DNF        |
| 1939    | Raymond Sommer        | Prince Bira                | Alfa Romeo 6C 2500SS        | 3.0   | 173     | DNF  | DNF        |
| 1950    | Luigi Chinetti        | Dorino Serafini            | Ferrari 195 S Coupé         | S 3.0 | 82      | DNF  | DNF        |
| Fuente: |                       |                            |                             |       |         |      |            |

### Fórmula 1
(Clave) (negrita indica pole position) (cursiva indica vuelta rápida)

| Año     | Escudería                     | 1   | 2     | 3   | 4       | 5       | 6       | 7       | Pos. | Puntos |
| ------- | ----------------------------- | --- | ----- | --- | ------- | ------- | ------- | ------- | ---- | ------ |
| 1950    | Scuderia Ferrari              | GBR | MON 4 | 500 | SUI Ret |         |         |         | 16.º | 3      |
| 1950    | Raymond Sommer                |     |       |     |         | BEL Ret |         | ITA Ret | 16.º | 3      |
| 1950    | Automobiles Talbot-Darracq SA |     |       |     |         |         | FRA Ret |         | 16.º | 3      |
| Fuente: |                               |     |       |     |         |         |         |         |      |        |